# Hydrobaenus distylus
Hydrobaenus distylus är en tvåvingeart som först beskrevs av Jean-Jacques Kieffer 1915.  Hydrobaenus distylus ingår i släktet Hydrobaenus och familjen fjädermyggor. Arten är reproducerande i Sverige. Inga underarter finns listade i Catalogue of Life.